# Tenerife Ladies Open
Tenerife Ladies Open  este un turneu de tenis care se desfășoară în Guía de Isora, Tenerife, Spania, pentru jucătoare profesioniste de tenis, a cărui primă ediție face parte din Turul WTA 2021. Se joacă pe terenuri cu suprafață dură, în aer liber, la mijlocul lunii octombrie. 

## Rezultate

### Simplu
| An   | Campioană | Finalistă     | Scor     |
| ---- | --------- | ------------- | -------- |
| 2021 | Ann Li    | Camila Osorio | 6–1, 6–4 |

### Dublu
| An   | Campioane                  | Finaliste                       | Scor     |
| ---- | -------------------------- | ------------------------------- | -------- |
| 2021 | Ulrikke Eikeri Ellen Perez | Lyudmyla Kichenok Marta Kostyuk | 6–3, 6–3 |